# Isa (jezero)
Isa je jezero u Nacionalnom parku Yellowstone, u američkoj državi Wyoming. Jezero se proteže preko kontinentalne razdjelnice na prijevoju Craig Pass. Autohtoni narodi žive u regiji Yellowstone najmanje 11.000 godina. U 1800-ima, u vrijeme prvog europskog istraživanja tog područja, regija je bila dom nekoliko domorodačkih naroda, uključujući narode Nimíipuu, Absaroke i Šošone. Hiram M. Chittenden postao je prvi poznati Europljanin koji je ugledao jezero 1891., dok je tražio najbolje rute koje povezuju Old Faithful i Bazen gejzira West Thumb. Chittenden je jezero nazvao po gospođici Isabel Jelke iz Cincinnatija, iako nije jasno zašto.
Vjeruje se da je jezero Isa jedno od rijetkih prirodnih jezera na svijetu koje se ulijeva u dva različita oceana, a drugo je jezero Wollaston. Istočna strana jezera otječe rijekom Lewis u Tihi ocean, a zapadna strana jezera otječe rijekom Firehole do Meksičkog zaljeva.
Jezero je lako posjetiti jer se nalazi uz cestu koja sada povezuje bazene gejzira Old Faithful i West Thumb, na onome što je poznato kao "donja petlja" ceste u obliku osmice koja prolazi kroz Yellowstone. U jezeru uspijeva ljiljan Nuphar polysepala.
 

## Vanjske poveznice
|  | Zajednički poslužitelj ima još gradiva o temi Isa (jezero) |